# Shenzong od Sunga
Car Shenzong od Sunga (25. svibnja 1048. – 1. travnja 1085.) bio je car Kine. Njegovo prvotno osobno ime bilo je Zhao Zhongzhen, ali ga je nakon krunidbe promijenio u Zhao Xu. Vladao je 1067. – 1085.
Bio je sin cara Yingzonga od Sunga i carice Gao. Tijekom Shenzongove vladavine se popravio položaj seljaka i nezaposlenih. Car je poslao vojsku na vijetnamskog vladara Lý Nhân Tônga, 1076. Tijekom vladavine cara Shenzonga, glasnici Mihaela VII. Duke (Mie li sha ling kai sa, 滅力沙靈改撒) od Folina (Bizant) stigli su u Kinu.

## Obitelj
Shenzongova vjenčana supruga je bila carica Xiang, koja mu nije rodila sina. Njegovi sinovi s konkubinama bili su carevi Zhezong i Huizong od Sunga; Shenzong je imao i kćeri, kojih je bilo 10.